# Diocesi di Jacmel
La diocesi di Jacmel (in latino: Dioecesis Iacmeliensis) è una sede della Chiesa cattolica ad Haiti suffraganea dell'arcidiocesi di Port-au-Prince. Nel 2021 contava 387.650 battezzati su 591.470 abitanti. È retta dal vescovo Glandas Marie Erick Toussaint.

## Territorio
La diocesi comprende il dipartimento del Sudest nella repubblica di Haiti.
Sede vescovile è la città di Jacmel, dove si trova la cattedrale dei Santi Filippo e Giacomo.
Il territorio è suddiviso in 31 parrocchie.

## Storia
La diocesi è stata eretta il 25 febbraio 1988 con la bolla Expeditioris evangelizationis di papa Giovanni Paolo II, ricavandone il territorio dall'arcidiocesi di Port-au-Prince.

## Cronotassi dei vescovi
Si omettono i periodi di sede vacante non superiori ai 2 anni o non storicamente accertati.
- Guire Poulard † (25 febbraio 1988 - 9 marzo 2009 nominato vescovo di Les Cayes)
- Launay Saturné (28 aprile 2010 - 16 luglio 2018 nominato arcivescovo di Cap-Haïtien)
- Glandas Marie Erick Toussaint, dall'8 dicembre 2018

## Statistiche
La diocesi nel 2021 su una popolazione di 591.470 persone contava 387.650 battezzati, corrispondenti al 65,5% del totale.
| anno | popolazione | popolazione | popolazione | presbiteri | presbiteri | presbiteri | presbiteri                | diaconi | religiosi | religiosi | parrocchie |
| anno | battezzati  | totale      | %           | numero     | secolari   | regolari   | battezzati per presbitero | diaconi | uomini    | donne     | parrocchie |
| ---- | ----------- | ----------- | ----------- | ---------- | ---------- | ---------- | ------------------------- | ------- | --------- | --------- | ---------- |
| 1990 | 304.287     | 405.716     | 75,0        | 19         | 14         | 5          | 16.015                    |         | 14        | 39        | 12         |
| 1999 | 310.760     | 478.092     | 65,0        | 25         | 18         | 7          | 12.430                    |         | 17        | 46        | 20         |
| 2000 | 314.490     | 483.830     | 65,0        | 31         | 22         | 9          | 10.144                    |         | 19        | 52        | 21         |
| 2001 | 320.780     | 493.507     | 65,0        | 29         | 22         | 7          | 11.061                    |         | 17        | 51        | 22         |
| 2002 | 327.196     | 503.372     | 65,0        | 41         | 36         | 5          | 7.980                     |         | 15        | 47        | 22         |
| 2003 | 333.740     | 508.406     | 65,6        | 46         | 38         | 8          | 7.255                     |         | 19        | 42        | 22         |
| 2004 | 334.180     | 510.461     | 65,5        | 38         | 26         | 12         | 8.794                     |         | 20        | 37        | 25         |
| 2006 | 331.667     | 510.257     | 65,0        | 50         | 39         | 11         | 6.633                     | 1       | 19        | 40        | 25         |
| 2013 | 366.000     | 561.000     | 65,2        | 53         | 53         |            | 6.905                     |         | 34        | 72        | 27         |
| 2016 | 381.000     | 584.000     | 65,2        | 53         | 51         | 2          | 7.188                     |         | 40        | 77        | 29         |
| 2019 | 377.000     | 575.293     | 65,5        | 52         | 50         | 2          | 7.250                     |         | 40        | 47        | 31         |
| 2021 | 387.650     | 591.470     | 65,5        | 53         | 51         | 2          | 7.314                     |         | 15        | 62        | 31         |